# Al-Ahli Sports Club (Amman)
L'Al-Ahli Sports Club (in arabo النادي الأهلي الرياضي‎?, "club sportivo nazionale"), noto come Al-Ahli Amman, è una società polisportiva giordana di Amman, fondata nel 1944.
La sezione calcistica del club milita nella Lega giordana professionistica, la divisione di vertice del campionato giordano di calcio. Disputa le gare interne allo Stadio internazionale di Amman, dotato di 17 619 posti.

## Storia
Fondato da circassi giordani con il nome di Koban Club nel 1944, fu ridenominato Al-Ahli Sports Club (in arabo النادي الأهلي الرياضي‎?, "club sportivo nazionale") secondo un emendamento del sovrano Abd Allah I di Giordania. Inizialmente accolse rifugiati palestinesi esodati nel 1948, ebbe sede a Ras al-Ain, presso l'Associazione benefica circassa che radunava i circassi di ritorno dall'Italia.

## Organico

### Rosa
| N. |                      | Ruolo | Calciatore               |
| -- | -------------------- | ----- | ------------------------ |
| 9  | Giordania (bandiera) | A     | Tamer Soubar             |
| 14 | Giordania (bandiera) | C     | Mahmoud Shawkat          |
| 15 | Giordania (bandiera) | D     | Khaled Al-Radaideh       |
| 19 | Giordania (bandiera) | A     | Yazan Dahshan (capitano) |
| 23 | Giordania (bandiera) | P     | Mohammad Khater          |
| 5  | Giordania (bandiera) | D     | Mohammad Assi            |
| 3  | Giordania (bandiera) | D     | Ibrahim Al-Jawabreh      |
| 22 | Giordania (bandiera) | D     | Ahmed Abu Halawa         |
| 33 | Giordania (bandiera) | D     | Mohammad Al-Edwan        |
| 4  | Giordania (bandiera) | D     | Waleed Ziad              |
| 2  | Giordania (bandiera) | D     | Harbi Ahmed              |
|    | Giordania (bandiera) | C     | Moteab Al-Takrori        |
|    | Giordania (bandiera) | C     | Hazem Jawdat             |
|    | Giordania (bandiera) | C     | Mohammad Dahshan         |

| N. |                      | Ruolo | Calciatore          |
| -- | -------------------- | ----- | ------------------- |
|    | Giordania (bandiera) | C     | Yousef Al-Samoui    |
|    | Giordania (bandiera) | C     | Omar Al-Awaisheh    |
|    | Giordania (bandiera) | C     | Mohammad Abu Khalil |
|    | Giordania (bandiera) | C     | Ahmed Abu Jaddo     |
|    | Giordania (bandiera) | C     | Shafiq Tamilah      |
| 41 | Giordania (bandiera) | C     | Anas Badawi         |
| 8  | Giordania (bandiera) | C     | Adel Al-Kilani      |
| 7  | Giordania (bandiera) | C     | Zakaria Al-Khub     |
|    | Giordania (bandiera) | A     | Mahmoud Za'tara     |
| 10 | Giordania (bandiera) | A     | Issa Nafash         |
| 19 | Giordania (bandiera) | A     | Ghassan Al-Habahbeh |
| 11 | Giordania (bandiera) | A     | Awn Al-Lauzi        |
| 37 | Giordania (bandiera) | A     | Hachem Qash'ha      |

## Palmarès

### Competizioni nazionali
- Campionato giordano: 8

1947, 1949, 1950, 1951, 1954, 1975, 1978, 1979
- Coppa di Giordania: 1

2015-2016
- Supercoppa di Giordania: 1

2016

### Altri piazzamenti
- Coppa di Giordania:

Finalista: 1984
Semifinalista: 2024-2025